# Francesc de Miró i Roig
Francesc de Miró i Roig (Reus, 27 de març de 1703 - Reus, 29 de maig de 1782) va ser un comerciant i cavaller català, fill primogènit de Pau de Miró i Simó, el qual va havia obtingut el 1706 el privilegi de ciutadà honrat concedit per l'Arxiduc Carles, i germà de Pau de Miró i Roig.
El 1752 va rebre el privilegi de cavaller, juntament amb el seu pare, aquest a títol pòstum. De l'octubre de 1758 fins a finals de 1760 va ser batlle de Mas Calbó per disposició de l'ajuntament reusenc. Disposava de terres de conreu a l'entorn de la població que va vendre entre 1753 i 1780, aprofitant l'explosió demogràfica i urbana de Reus en aquest període. La venda dels terrenys i el comerç li proporcionaren una considerable fortuna. Va ser alcalde de Reus el 1743 i 1744 i després el 1763 i 1764. El 1745 va ser secretari municipal. L'historiador reusenc Andreu de Bofarull explica que, durant el seu mandat d'alcalde el 1763, va passar un fet que podia haver esdevingut greu, però que va resoldre amb habilitat: des del 1761 el Quarter de Cavalleria estava destinat a escola militar i s'alternaven els cossos que hi actuaven, unes vegades eren soldats espanyols i altres guàrdies valones. Per les festes de Sant Pere d'aquell any, quan se celebrava la Festa Major, un grup de soldats de la Guàrdia Valona miraven la professó a la plaça del Mercadal, i quan van passar les danses dels gremis que anaven al davant, algú dels ballaires es va burlar dels estrangers, i aquests van atacar la dansa i van detenir un dels components del grup atribuint-li l'escarni. El van portar al Quarter mentre els vilatans atacaven els soldats protestant per aquella detenció que consideraven injusta. Van fer cap més soldats a la plaça i hi va haver bastonades. Francesc de Miró va intentar restablir l'ordre, però des del Quarter de Cavalleria va sortir formada la guàrdia valona mentre un regidor feia tocar sometent al campanar. La població va aparèixer portant tota classe d'armes, i l'alcalde va poder convèncer el capità de la tropa que tornessin al Quarter. La tropa es va posar a la defensiva des de les finestres de la caserna i va estar en guàrdia durant dues hores. Mentrestant, el Capità General de Catalunya, marquès de la Mina, assabentat dels fets, va ordenar detenir un regidor que sembla que era el dansaire que havia provocat els fets, però ell i el que va tocar a sometent es van refugiar en sagrat a l'església de Sant Pere i no van poder ser detinguts. L'alcalde va aconseguir assossegar els ànims, i va demanar disculpes en nom de la corporació. Els militars van retirar la situació d'alarma i el marquès de la Mina va felicitar l'ajuntament per la seva actuació. Un fill seu, Pau de Miró i Sabater, es va casar amb Maria de Miró i de March, filla de Pau de Miró i Claveguera i germana de Pau de Miró i de March.